# Sangiaccato di Giannina
Il Sangiaccato di Giannina (variamente anche Ioannina, Janina o Yanina, in turco ottomano Sanjak-i Yanya) era un sangiaccato (provincia di secondo livello) dell'Impero ottomano la cui capitale era Giannina, in Epiro.

## Amministrazione
Il Sangiaccato di Giannina comprendeva le seguenti kaza (distretti): la kaza centrale di Giannina, Aydonat (l'odierna Paramythia in Grecia), Filat (l'odierna Filiates in Grecia), Megva (l'odierna Metsovo), Leshovik (l'odierna Leskovik in Albania), Konice (l'odierna Konitsa), Pogon (l'odierna Pogon/Pogoni sull'attuale confine greco-albanese) e Permedi (l'odierna Përmet in Albania).
Dal 1430 al 1670 il sangiaccato di Giannina faceva parte dell'Eyalet di Rumelia. Dal 1670 al 1787 rientrava nell'Eyalet di Giannina. Nel 1788 Ali Pascià ottenne il controllo di Giannina che venne fuso con il sangiaccato di Trikala nel Pascialato di Giannina. Ali Pasha fu ucciso nel 1822. Nel 1834 Mahmood Hamdi Pasha fu nominato per governare i sangiaccati di Delvino, Giannina e Avlona. Nel 1867 il Sangiaccato di Giannina fu fuso con Berat, Argirocastro, Preveza e Kastoria nel Vilayet di Giannina. Kastoria (o Kesriye) fu poi retrocessa a kaza e confinante con il Vilayet di Monastir.
Durante il regno di Bayazid II (1481-1512) il sanjakbey di Giannina era Dâvud Pasha-zâde Mustafa Bey.
Alle elezioni del 1908 la regione elesse due rappresentanti per il parlamento ottomano, entrambi greci: Dimitraki Kingos Efendi e Konstantin Surla Efendi.
L'area fu occupata dalle truppe greche durante la prima guerra balcanica e fu ceduta alla Grecia nella conferenza di pace di Londra nel 1913.

## Demografia
Dal 1520 al 1538, secondo il censimento ottomano, il Sangiaccato di Giannina era popolato da 32.097 famiglie cristiane e 613 famiglie musulmane.